# Domenicane di Santa Caterina da Siena (Mosul)
Le Domenicane di Santa Caterina da Siena (in francese Dominicaines de Ste-Catherine de Sienne) sono un istituto religioso femminile di diritto pontificio.

## Storia
Le origini della congregazione risalgono all'orfanotrofio femminile aperto a Mosul nel 1876 e tenuto dalle domenicane della Presentazione: alcune ragazze formatesi nell'istituto diedero inizio a una fraternità di vita comune sotto la regola del terz'ordine secolare di San Domenico; secondo le indicazioni dei domenicani della missione di Mosul e delle suore, le donne si recavano nei villaggi a fare scuola, insegnare il catechismo e collaborare alle opere parrocchiali.
Le donne della fraternità non avevano abito religioso e non pronunciavano voti. Nel 1896 si pensò di trasformare la comunità in congregazione, ma le difficoltà erano numerose: le terziarie, ad esempio, appartenevano a vari riti (caldeo, siro, armeno) e dipendevano da diversi patriarcati; lo scoppio della prima guerra mondiale, poi, costrinse i domenicani ad abbandonare la missione di Mosul.
Nel 1927, con l'aiuto del delegato apostolico e dei missionari lazzaristi, riprese il processo di trasformazione della fraternità in congregazione: le terziarie furono affidate a una domenicana della congregazione di Nostra Signora delle Grazie di Châtillon, che funse prima da maestra delle novizie e poi da superiora generale.
La congregazione, affiliata all'Ordine dei Frati Predicatori dal 7 marzo 1927, ricevette il pontificio decreto di lode il 30 aprile 1928 e le sue costituzioni furono approvate definitivamente il 1º giugno 1935.

## Attività e diffusione
La finalità dalla congregazione è il lavoro ecumenico presso i cristiani nestoriani e giacobiti; le suore si dedicano principalmente all'istruzione e all'educazione cristiana della gioventù.
La sede generalizia è a Mosul.
Alla fine del 2011 la congregazione contava 137 religiose in 26 case.